# Maclura tricuspidata
Кудранія — субтропічне дерево роду Maclura (Маклюра) родини шовковицеві (Moraceae).

## Етимологія
Видова назва tricuspidata походить від двох латинських слів: «tri-», що означає «три» та «cuspidatus», що означає «з наконечником» або «з гострим кінцем», що може стосуватися морфологічних особливостей рослини, наприклад, форми листя або плодів, які мають три кінцеві точки або виступи .

## Опис

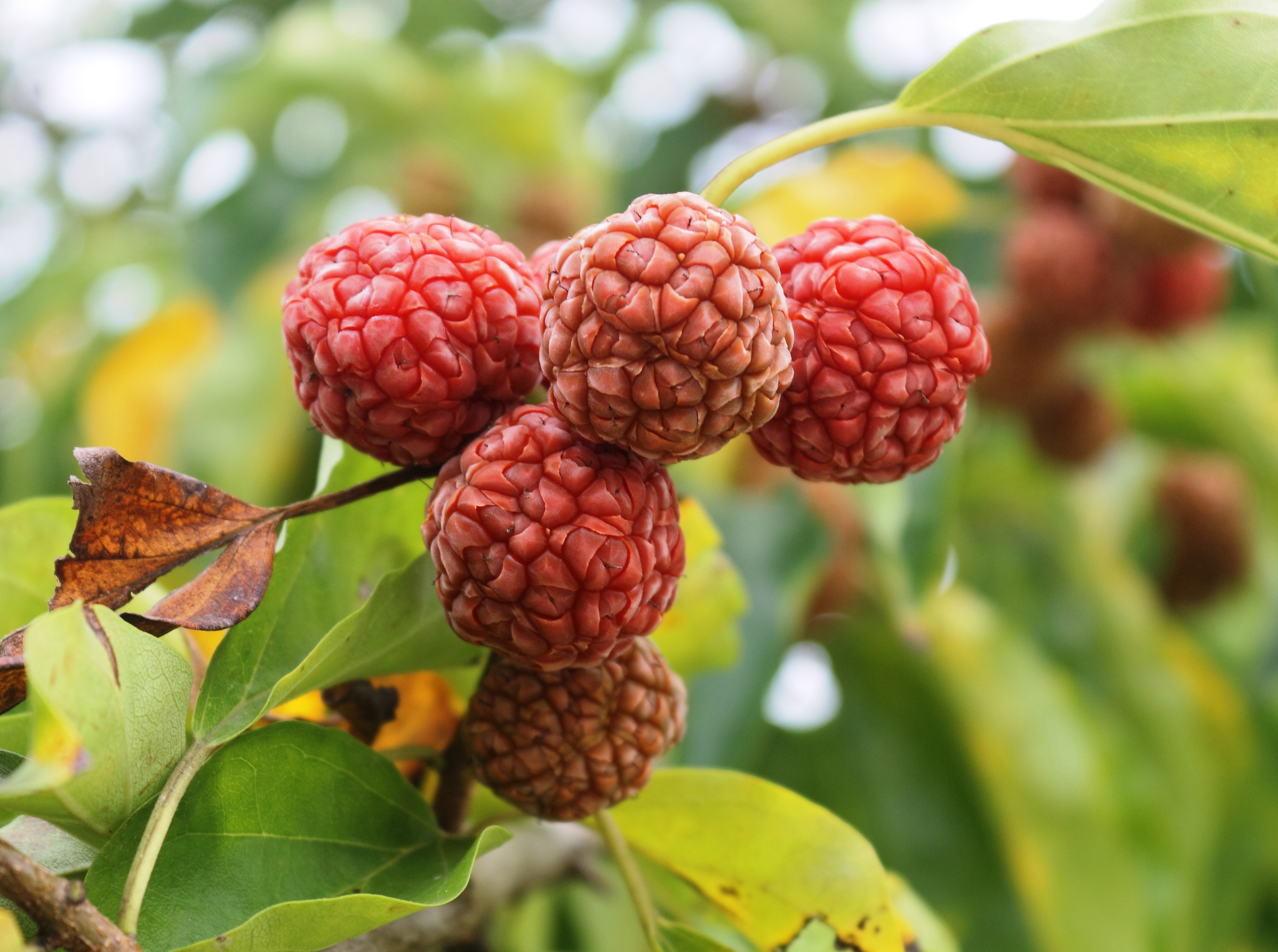
Плоди Maclura tricuspidata

Кущі або невеликі дерева, висотою 1-7 м, колючі, з кореневими нащадками, листопадні в холодних регіонах, вічнозелені в теплих. Кора сіро-коричнева. Гілочки злегка ребристі, голі; колючки довжиною 0,5-2 см. Зимові бруньки червоно-коричневі. Черешок довжиною 1-2 см, рідко опушений; листова пластинка яйцеподібна до ромбовидно-яйцеподібної, іноді трилопатева, розміром 5-14 × 3-6 см, знизу зеленувато-біла та гола або рідко опушена, зверху темно-зелена та гола, основа округла до клиноподібної, край цілий, верхівка загострена; вторинні жилки 4-6 з кожного боку середньої жилки, третинні жилки сітчасті. Листя світло-зелені, трилопатеві або яйцеподібні, змінні за формою, з'являються пізніше, ніж у яблунь.
Суцвіття пазушні, поодинокі або парні. Чоловічі суцвіття головчасті, приблизно 5 мм у діаметрі; квітконос коротший за головку. Жіночі суцвіття 1-1,5 см у діаметрі, пазушні; квітконос короткий. Чоловічі квітки: частки чашечки м'ясисті, край загнутий, верхівка товста; пістилоїди пірамідальні. Жіночі квітки: частки чашечки з загнутим краєм, на верхівці щитоподібні; зав'язь занурена в нижню частину чашечки.
Плодовий синкарп оранжево-червоний при дозріванні, ± кулястий, приблизно 2,5 см у діаметрі. Плоди червоного до темно-червоного кольору, з багатьма дрібними плодиками, що зростаються разом. Плоди стають їстівними лише після повного дозрівання; до цього вони мають терпкий смак. Коли дозрівають, вони втрачають кислотність і стають дещо солодкими, як кавун, з жувальною текстурою, що нагадує полуницю.
Цвітіння відбувається з середини до кінця весни. Чоловічі та жіночі квіти розташовані на різних деревах. Самоплідність залежить від сорту; деякі сорти жіночих дерев дають безнасінні плоди без запилення (партенокарпія). Якщо вирощується безнасінне жіноче дерево, поруч не повинно бути чоловічого дерева, інакше плоди будуть надмірно насінними.
Кількість років до плодоношення: десять років від насіння, 2-3 роки при щепленні. Дерево схильне скидати дозріваючі плоди, коли дуже молоде, але з віком утримання плодів покращується. Плоди дозрівають за 5 місяців, стаючи м'якими і темнішими з віком. Дозрілі плоди можна зірвати з стебла легким потягом. Стебло не виділяє білий сік, коли плід повністю дозрілий. Одне жіноче дерево може дати до 400 фунтів плодів.
Стебла мають колючки в різних місцях на молодій деревині, але зникають з віком. Рослина має молочний сік.

## Ареал
Ареал охоплює частину східної Азії, зокрема такі країни: Японія, Південна Корея, Китай. Зростає на сонячних лісостепах, гірських схилах на висотах від 500 до 2200 метрів над рівнем моря.

## Агротехніка

### Вирощування
Maclura tricuspidata є морозостійким деревом, яке добре адаптується до помірного клімату. Оптимальними умовами для її вирощування це добре дреновані ґрунти та достатнє сонячне освітлення. Рослина витримує низькі температури, що робить її придатною для вирощування в різних регіонах. Важливо забезпечити достатнє зволоження ґрунту, уникаючи застою води.

### Догляд
Догляд за Maclura tricuspidata включає регулярний полив, особливо під час посухи. Необхідно підтримувати ґрунт вологим, але не перезволоженим. Рекомендується обрізка для формування крони та підтримки здорового росту дерева. Підживлення органічними добривами сприяє покращенню росту та плодоношення.

### Розмноження
Maclura tricuspidata розмножується насінням або вегетативним способом (черенкуванням). Насіння перед висадкою потребує стратифікації для підвищення схожості. Черенки беруться з молодих пагонів і висаджуються у вологий субстрат для вкорінення.

## Застосування
Плоди вживаються у їжу в сирому або сушеному вигляді. Використовуються для приготування соків або напоїв. Переробляються у варення або джеми. Подаються як закуска або добавка до інших страв. Рослина має антиоксидантні, протизапальні, протиракові та антидіабетичні властивості. Плоди містить паширин, який здійснює протиракову дію. Кора і коріння використовуються в традиційних медицинах Кореї, Китаю та Японії.
Окрім їстівних плодів, які також можна використовувати для виготовлення вина, дерево має і інші призначення. У Китаї з його листям годують шовкопрядів, а з кори роблять папір і червонувато-жовтий барвник. Його деревина також цінна і використовується для виготовлення луків, меблів та будівельних матеріалів.

### Хімічний склад
| Частина рослини | Речовини та сполуки |
| --------------- | --- |
| Плоди           | Поліфеноли: Хлорогенова кислота, гастрофін, еріодиктіол глюкозид, паришини A, B, C, E. Флавоноїди: Кверцетин, рутин. Каротиноїди: Бета-каротин. Ізофлавони: Альпінісофлавон (AIF). Інші сполуки: Пектини, органічні кислоти, вітаміни C і E. |
| Листя           | Поліфеноли: Хлорогенова кислота, галова кислота. Флавоноїди: Кверцетин, кемпферол. Інші: Лігнани, фенольні сполуки. |
| Кора та Коріння | Кумарини: Бергаптен, ксантоксин. Флавоноїди: Пінокембрин, кверцетин. Терпеноїди: β-сітостерол. Інші сполуки: Стероїди, алкалоїди. |

### У медицині
Maclura tricuspidata використовується в традиційній медицині та сучасних дослідженнях для лікування різних захворювань завдяки своїм біоактивним сполукам.
Традиційна медицина
Maclura tricuspidata використовується в традиційній медицині для лікування запалень та інфекцій. Екстракти з плодів, листя та кори рослини використовуються для зменшення запалень та лікування інфекцій завдяки антибактеріальним та протизапальним властивостям. Коріння та листя використовуються в народній медицині Кореї та Китаю для лікування жовтяниці та гепатиту завдяки їхнім гепатопротекторним властивостям.
Сучасні дослідження
Сучасні дослідження підтверджують численні корисні властивості Maclura tricuspidata. Поліфеноли та флавоноїди в плодах і листях Maclura tricuspidata ефективно нейтралізують вільні радикали, зменшують окислювальний стрес та сприяють загальному зміцненню імунної системи. Хлорогенова кислота та інші поліфеноли, присутні в плодах, сприяють зниженню рівня глюкози в крові, покращуючи функцію інсуліну та уповільнюючи всмоктування глюкози в кишечнику. Екстракти з Maclura tricuspidata можуть інгібувати ріст ракових клітин завдяки високому вмісту антиоксидантів та поліфенольних сполук, таких як паришини та кверцетин. Альпінісофлавон (AIF) в плодах має потужні протизапальні властивості, знижуючи рівень запальних медіаторів та покращуючи загоєння тканин, особливо в шкірі.
Завдяки антибактеріальним властивостям, кумарини, такі як бергаптен і ксантоксин, які містяться в корі та коріннях, ефективно борються з бактеріальними інфекціями. Крім того, завдяки високому вмісту антиоксидантів, екстракти з Maclura tricuspidata можуть використовуватися як добавки до дієти для зміцнення імунітету та покращення загального стану здоров'я.

## Загрози
До загроз належать зміни клімату, які призводять до екстремальних погодних умов, таких як посуха або надмірна вологість. Крім того, антропогенний вплив, як-от вирубка лісів та урбанізація, зменшує природні ареали зростання цієї рослини, що негативно впливає на її популяцію.

### Хвороби
Вертициліозне або фузаріозне в'янення
В'янення може передаватися через інфіковане насіння, рослинні залишки або ґрунт. Грибок починає розмножуватися у прохолодну та вологу пору року, стаючи помітним, коли погода стає теплою та сухою. Рослини в'януть через пошкодження водопровідних тканин. Надмірне удобрення може погіршити цю проблему. Грибок може зберігатися в ґрунті багато років і переноситися звичайними бур'янами.

### Грибки
Іржа зазвичай специфічна до господаря і зимує на листі, стеблах і відмерлих залишках квітів. Іржа з'являється як маленькі, яскраво-помаранчеві, жовті або коричневі пустули на нижньому боці листків. Грибок поширюється бризками води або дощем, особливо за вологої погоди.
Сажковий гриб — це гриб, який знаходиться на поверхні листя і живиться медяною росою, виділеною попелицями, мучними черв'яками, щитівками або мурахами. Хоча він не є серйозним, він небажаний, коли покриває листя та стебла рослини.

### Шкідники
Щитівки — це комахи, споріднені з мучними черв'яками, які можуть бути проблемою для багатьох рослин. Молоді щитівки пересуваються, поки не знайдуть місце для харчування. Дорослі самки втрачають ноги та залишаються на місці, захищені своїм твердим панциром. Вони висмоктують сік з рослинних тканин, що може призвести до жовтіння листя та їх опадання. Щитівки також виробляють медяну росу, яка призводить до утворення чорного поверхневого грибка (сажковий гриб).

## Галерея

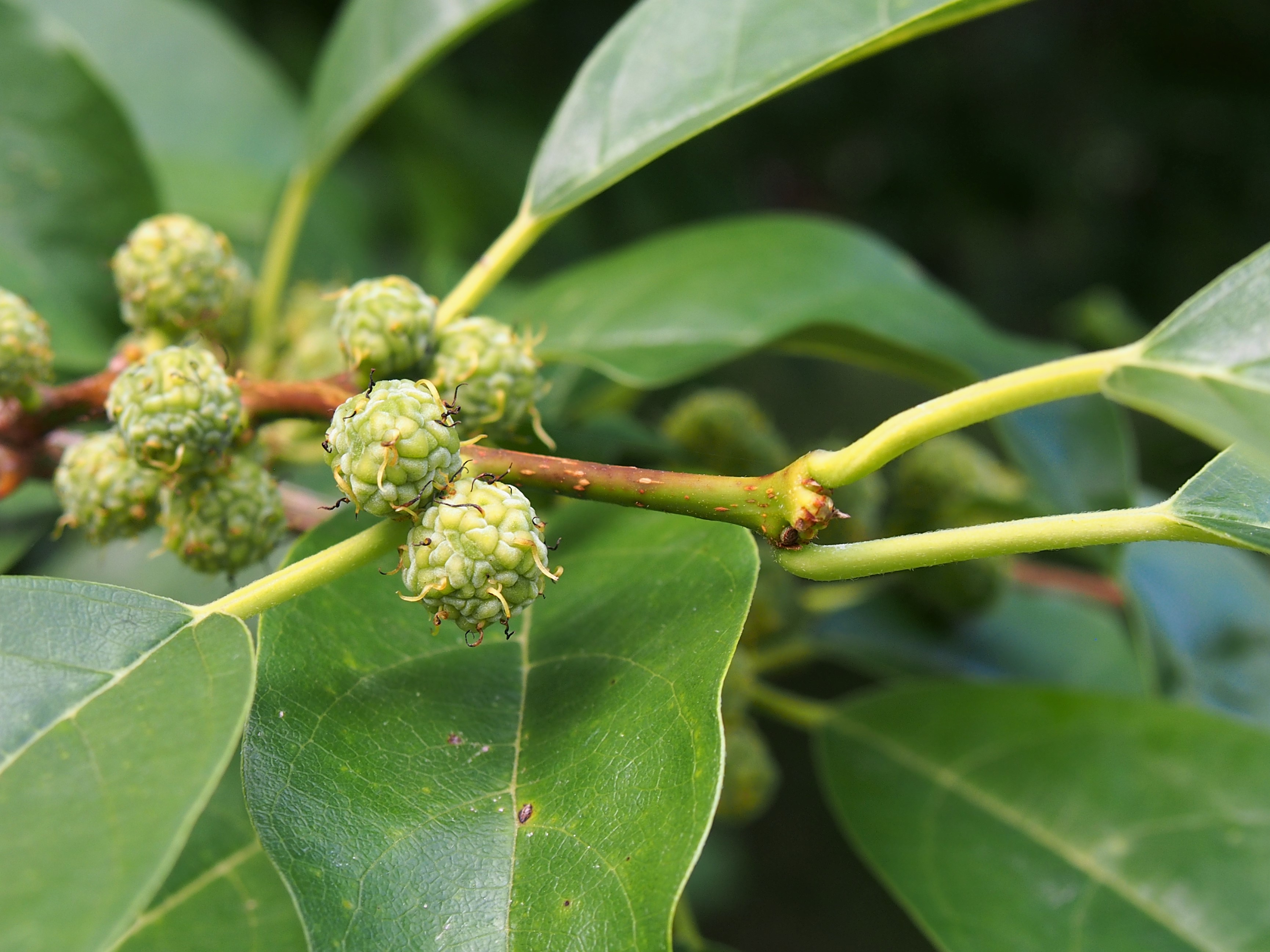
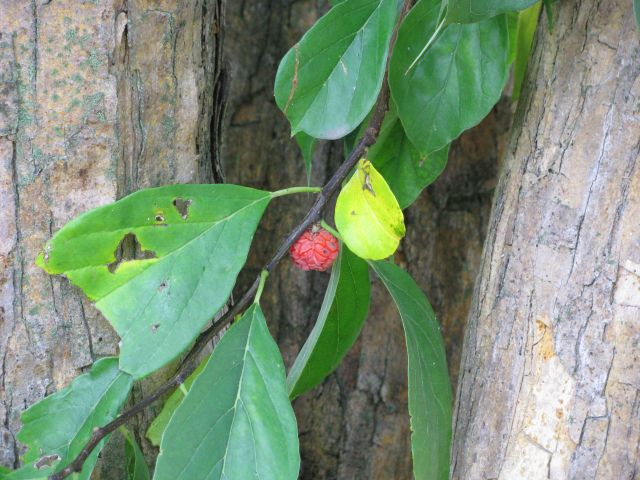
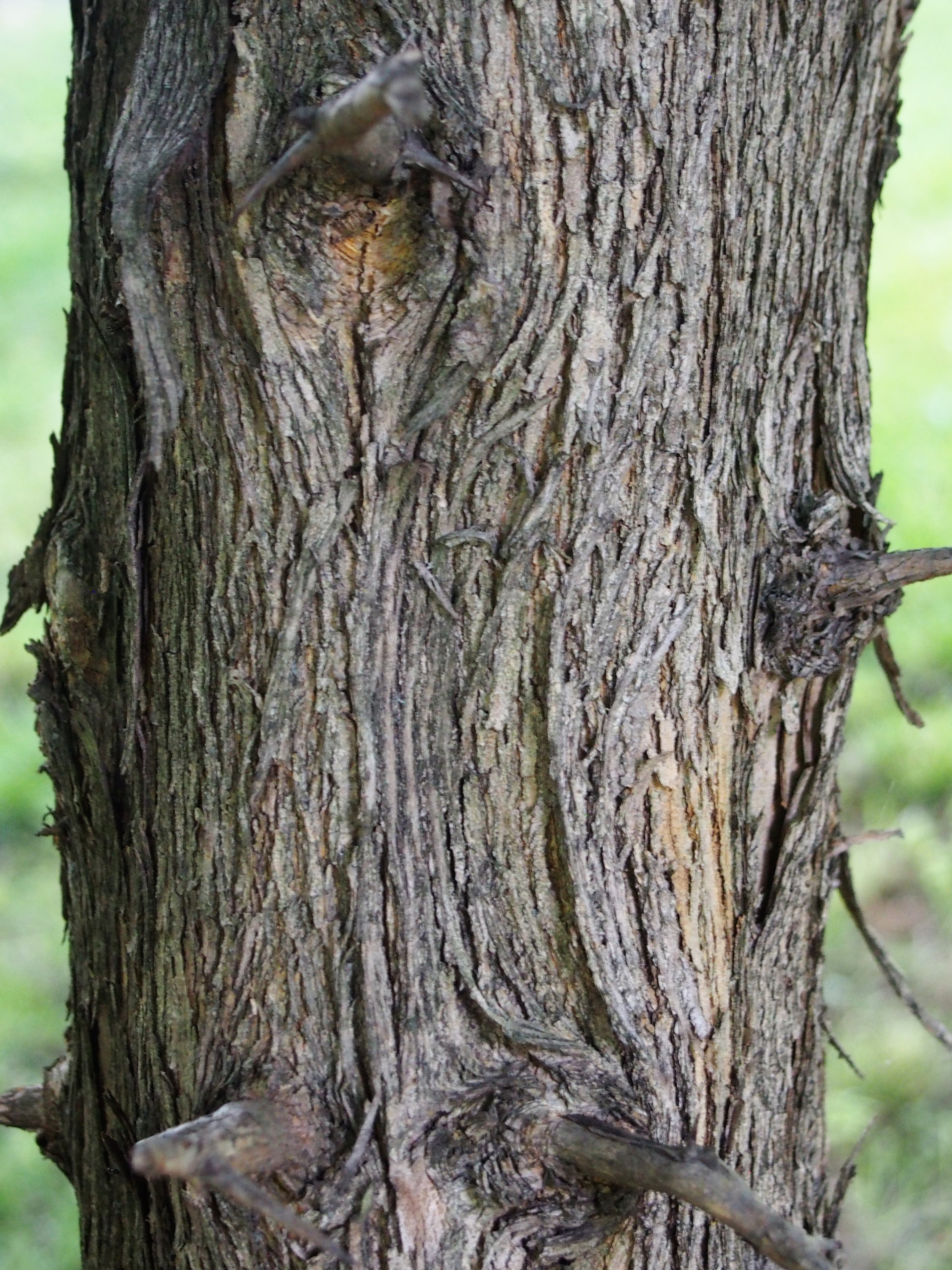
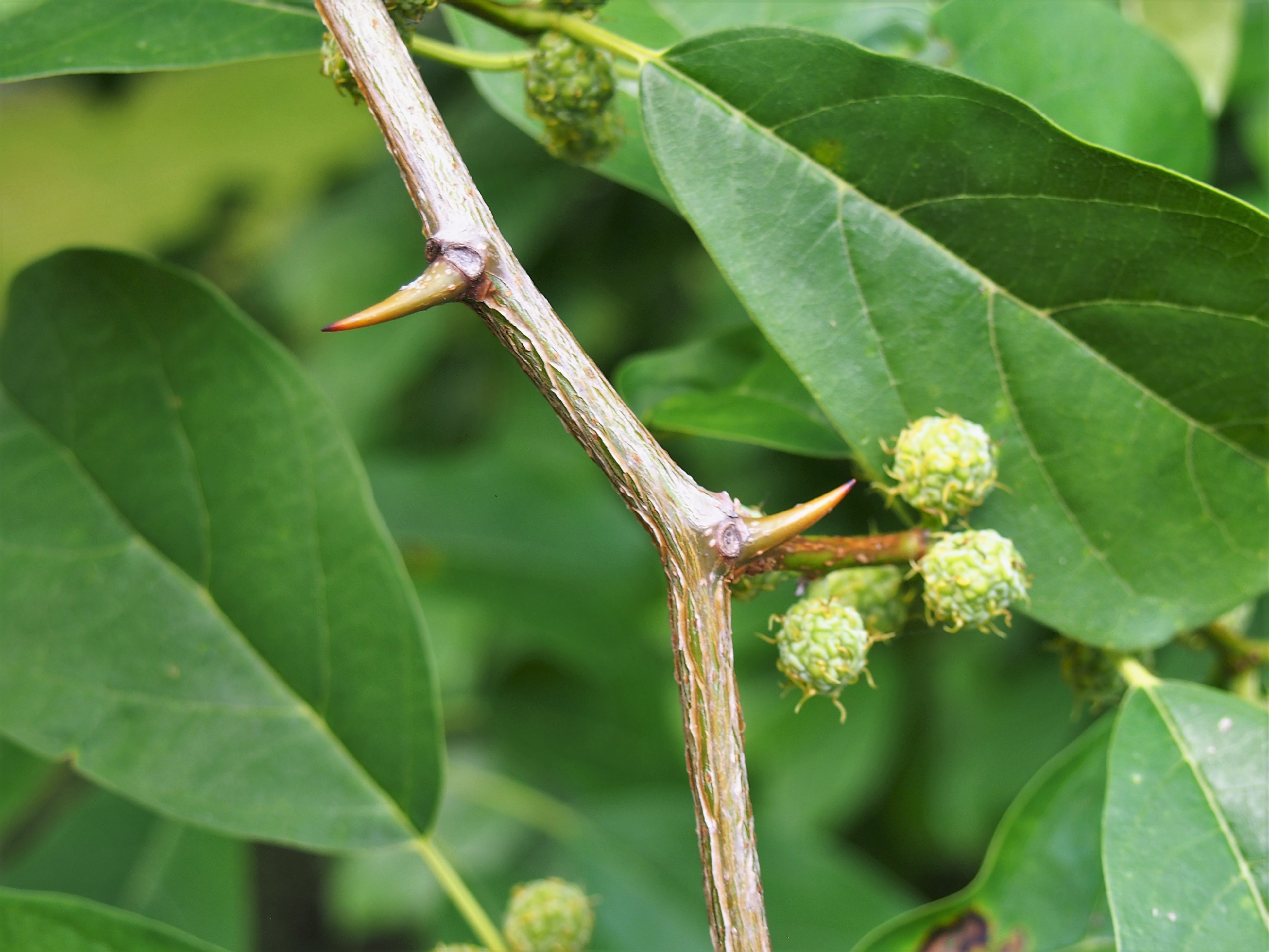
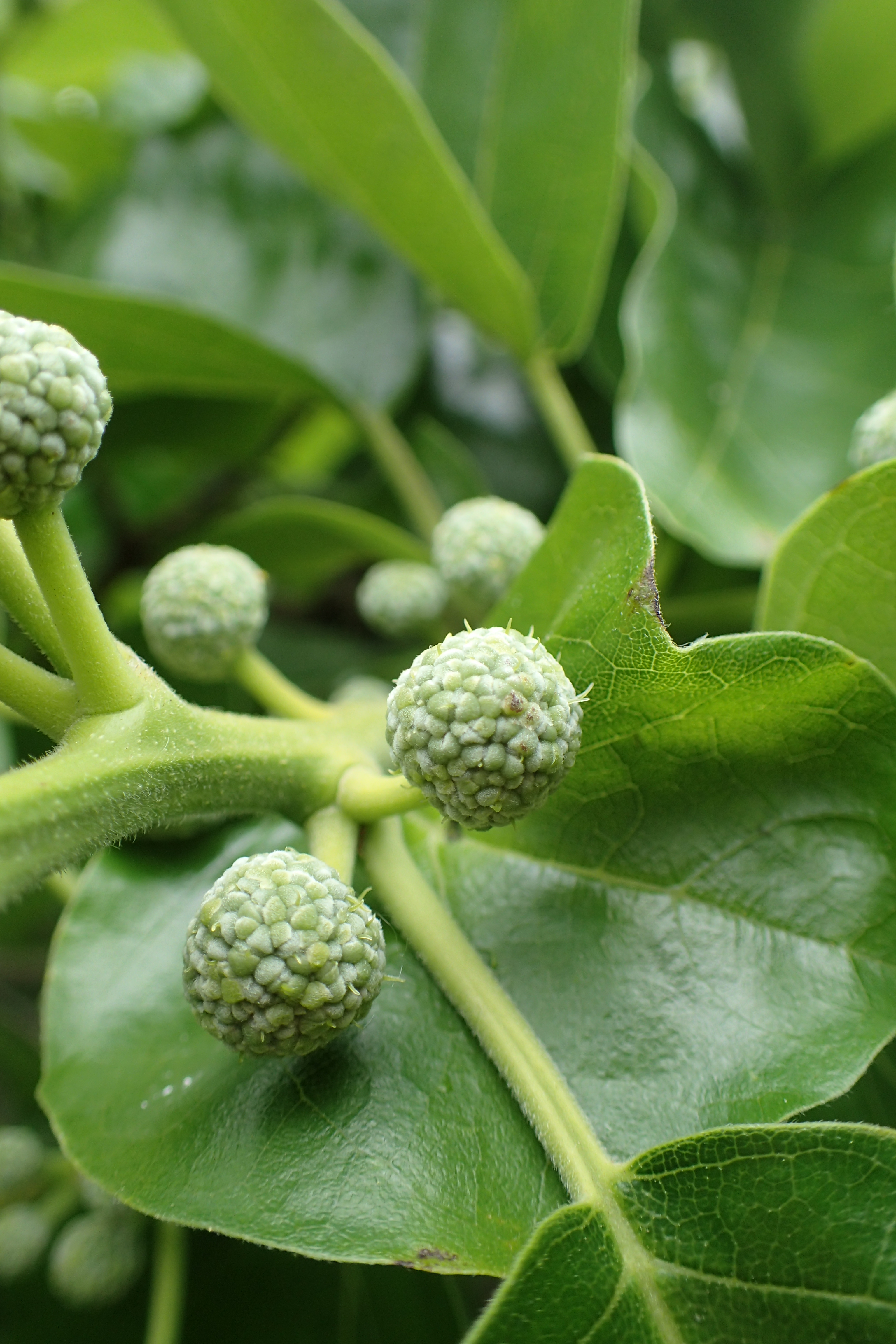
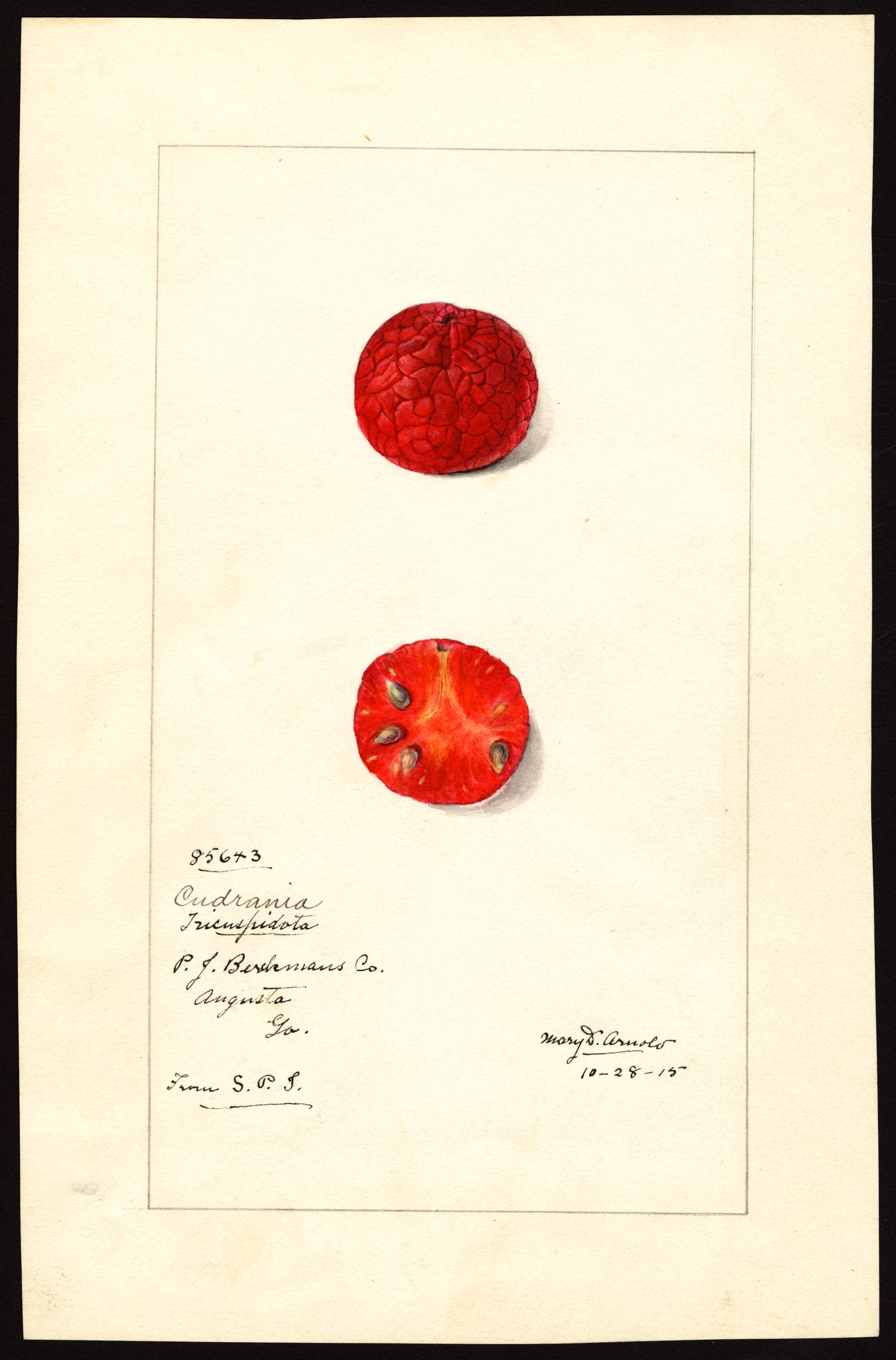
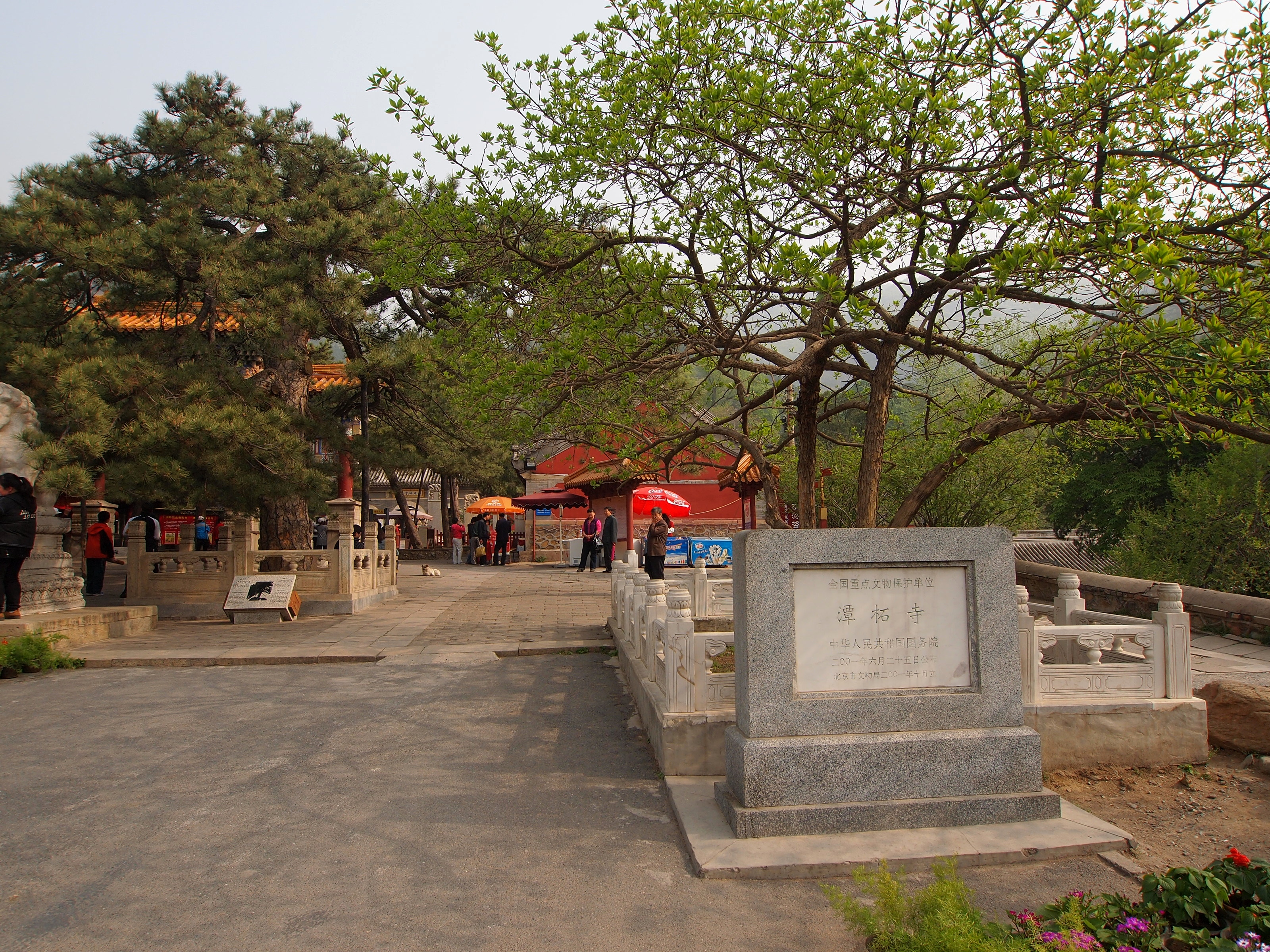